# Helfrantzkirch
Helfrantzkirch – miejscowość i gmina we Francji, w regionie Grand Est, w departamencie Górny Ren.
Według danych na rok 1990 gminę zamieszkiwało 685 osób, 110 os./km².